# A corazón abierto (álbum)
A corazón abierto es el título del 11°. álbum de estudio grabado por el artista mexicano Alejandro Fernández. Fue lanzado al mercado bajo los sellos discográficos Sony Discos y Columbia Records el 7 de septiembre de 2004. Contiene una selección de pistas que cruzan el pop latino rítmico y las baladas románticas, el álbum muestra melodías que van desde lo espiritual hasta lo sensual. Este es un álbum pop latino contemporáneo con sabor mexicano. El álbum fue producido por el cantautor mexicano Áureo Baqueiro y co-producido por compositor y productor musical colombo-estadounidense Kike Santander, Daniel Betancourt y Milton Salcedo, con canciones de grandes compositores como: Gian Marco, 3 de Copas, Leonel García de Sin Bandera, Reyli Barba y Kike Santander. Grabó los vídeos de las canciones «Me dediqué a pederte», «Que lástima», «Qué voy a hecer con mi amor» y «Canta corazón». El sencillo principal llegó a vender más de 63,000 descargas digitales sólo en México.

La balada romántica Qué voy a hacer con mi amor, este último se utilizó para el tema principal de la telenovela mexicana de la cadena Televisa, La esposa virgen (2005), bajo la producción de Salvador Mejía Alejandre, protagonizada por Adela Noriega, Jorge Salinas y Sergio Sendel.

## Lista de canciones
| A corazón abierto |                                                       |                                               |          |  |
| N.º               | Título                                                | Escritor(es)                                  | Duración |  |
| 1.                | «Para vivir»                                          | Kike Santander                                | 4:11     |  |
| 2.                | «Me dediqué a perderte»                               | Leonel García                                 | 3:53     |  |
| 3.                | «Canta corazón»                                       | Gian Marco                                    | 4:15     |  |
| 4.                | «Qué voy a hacer con mi amor»                         | Luis Carlos Monroy · Raúl Ornelas             | 4:07     |  |
| 5.                | «Si alguna vez»                                       | Kike Santander                                | 4:15     |  |
| 6.                | «Qué lástima»                                         | Jaime Flores                                  | 4:22     |  |
| 7.                | «Tengo ganas»                                         | Gian Marco                                    | 3:36     |  |
| 8.                | «Se va»                                               | Gustavo Santander · Kike Santander            | 3:25     |  |
| 9.                | «Lo qué pudo ser»                                     | Reyli Barba · Jaime Flores                    | 4:23     |  |
| 10.               | «Me iré»                                              | Cristian Leuzzi · Kike Santander              | 4:08     |  |
| 11.               | «Dáme un minuto»                                      | Gian Marco                                    | 4:20     |  |
| 12.               | «Muy lejos de ti»                                     | Bernardo Ossa · Omar Sánchez · Kike Santander | 4:18     |  |
| 13.               | «Me dediqué a perderte (Versión salsa)» (Bonus track) | Leonel García                                 | 4:32     |  |

### DVD
1. «Me dediqué a perderte» (Video musical)
2. «Alejandro Fernández - De Gira»
3. «Cronología»
4. «Lucharé por tu amor» (Video musical)

## Créditos y personal
- Pablo Alfaro – fotografía
- Juan Esteban Aristizabal – ingeniero de voz
- Pablo Arraya – ingeniero, ingeniero de voz
- Áureo Baqueiro – percusión, arreglista, teclados, programación, productor, ingeniero, arreglos vocales, arreglos de cuerda, dirección artística, dirección, A & R
- Daniel Betancourt – arreglista, teclados, programación, productor
- Gustavo Borner – ingeniero
- Richard Bravo – percusión
- Rodrigo Cárdenas - bajo
- Jason Carder – trompeta
- Luis Ángel Cortez – asistente
- Mike Couzzi – ingeniero
- Ian Cuttler – dirección artística, diseño
- Pepe Damián – Batería
- Fernando de Santiago – vihuela
- Beto Domínguez – percusión
- Vicky Echeverri – coro
- Paul Forat – dirección de arte, A & R
- Luis Gil – tambor de ingeniería
- Manny López – guitarra acústica
- Bill Meyers – arreglos de cuerda
- Miami Symphonic Strings – cadenas
- Boris Milan – mezcla
- Sergio Minski – coordinador de producción
- José Antonio Molina – arreglos de cuerda
- Marco Moreno – Ingeniero
- Novi Novag – viola, arreglos de cuerda
- Alfredo Oliva – Ingeniero
- Daniel Ortega – guitarra eléctrica
- Wendy Pederson – coro
- Richie Pérez – Ingeniero
- Pancho Ruiz – bajo eléctrico
- Milton Salcedo – piano, arreglista, teclados, programación, producción, Fender Rhodes, arreglos de viento
- Freddie Sandoval – ingeniero
- Kike Santander – guitarra acústica, arreglista, productor, guitarra española, arreglos de viento
- Marco Antonio Santiago – guitarrón
- Dana Teboe – trompeta
- Ramiro Teran – coro, ingeniero
- Juan José Virviescas – ingeniero

© MMIV. Sony Music Entertainment (México), S.A. de C.V.

## Lista de posiciones

### Álbum
| Año  | Listas                                    | Posición | Semanas en la lista |
| ---- | ----------------------------------------- | -------- | ------------------- |
| 2004 | Billboard Latin Pop Albums                | 1        | 47                  |
| 2004 | Billboard Top Latin Albums                | 2        | 50                  |
| 2004 | Billboard The Billboard 200               | 125      | 5                   |
| 2004 | Billboard Top Heatseekers                 | 3        | 22                  |
| 2004 | Billboard Top Heatseekers (Montaña)       | 3        | 2                   |
| 2004 | Billboard Top Heatseekers (Pacifico)      | 1        | 9                   |
| 2004 | Billboard Top Heatseekers (Atlántico Sur) | 5        | 6                   |
| 2004 | Billboard Top Heatseekers (Centro Sur)    | 3        | 5                   |
| 2004 | Billboard Billboard Comprehensive Albums  | 131      | 4                   |

### Sencillos
| Año  | Listas                                   | Canción               | Posición | Semanas en la lista |
| ---- | ---------------------------------------- | --------------------- | -------- | ------------------- |
| 2004 | Billboard Bubbling Under Hot 100 Singles | Me dediqué a perderte | 6        | 15                  |
| 2004 | Billboard Hot Latin Tracks               | Me dediqué a perderte | 1        | 33                  |
| 2004 | Billboard Regional/Mexican Airplay       | Me dediqué a perderte | 10       | 12                  |
| 2004 | Billboard Latin Pop Airplay              | Me dediqué a perderte | 2        | 35                  |
| 2004 | Billboard Latin Tropical Airplay         | Me dediqué a perderte | 4        | 9                   |
| 2004 | Billboard Hot Latin Tracks               | Qué lástima           | 15       | 18                  |
| 2005 | Billboard Latin Pop Airplay              | Qué lástima           | 10       | 26                  |
| 2005 | Billboard Hot Latin Tracks               | Canta corazón         | 24       | 11                  |
| 2005 | Billboard Latin Pop Airplay              | Canta corazón         | 9        | 20                  |

### Sucesión y posicionamiento
| Predecesor: No soy de nadie de Pepe Aguilar | U.S. Billboard Latin Pop Albums — Álbum N°. 1 25 de septiembre de 2004 - 15 de octubre de 2004 | Sucesor: Mi sangre de Juanes |